# 八尾市立八尾小学校
八尾市立八尾小学校（やおしりつ やおしょうがっこう）は、大阪府八尾市にある公立小学校。八尾市役所の南隣に位置し、八尾市の中心部を校区とする。
敷地内に「環山楼」という江戸時代中期の八尾の豪商であった石田利清が開いた私塾の建物がある。元は別の場所にあったが、1981年（昭和56年）に移築・復元された。

## 沿革
- 1872年9月1日 - 河内国第十三区郷学校として開校。
- 1887年5月1日 - 若江郡八尾尋常小学校と改称。
- 1896年4月1日 - 郡の合併により、中河内郡八尾尋常小学校と改称。
- 1892年12月1日 - 高等科を設置。中河内郡八尾尋常高等小学校と改称。
- 1936年10月20日 - 中河内郡八尾第一尋常高等小学校と改称。
- 1941年4月1日 - 国民学校令により、中河内郡八尾中部国民学校と改称。
- 1947年4月1日 - 学制改革により、八尾町立八尾中部小学校と改称。
- 1948年4月1日 - 八尾市の市制施行により、八尾市立八尾小学校と改称。
- 1968年4月1日 - 八尾市立高美小学校を分離。
- 1973年4月1日 - 八尾市立美園小学校を分離。

## 通学区域
- 八尾市 本町、南本町1丁目、清水町、光南町、桜ヶ丘1丁目・2丁目、桜ヶ丘3丁目（一部）、栄町、東本町、末広町（一部）。

卒業生は基本的に八尾市立成法中学校に進学する。

## 交通
- 近鉄大阪線 近鉄八尾駅 南へ約550m。
- 関西本線（大和路線） 八尾駅 北へ約1.7km。
- 近鉄バス 八尾市役所前バス停、八尾保健所前バス停。